# Pistiros

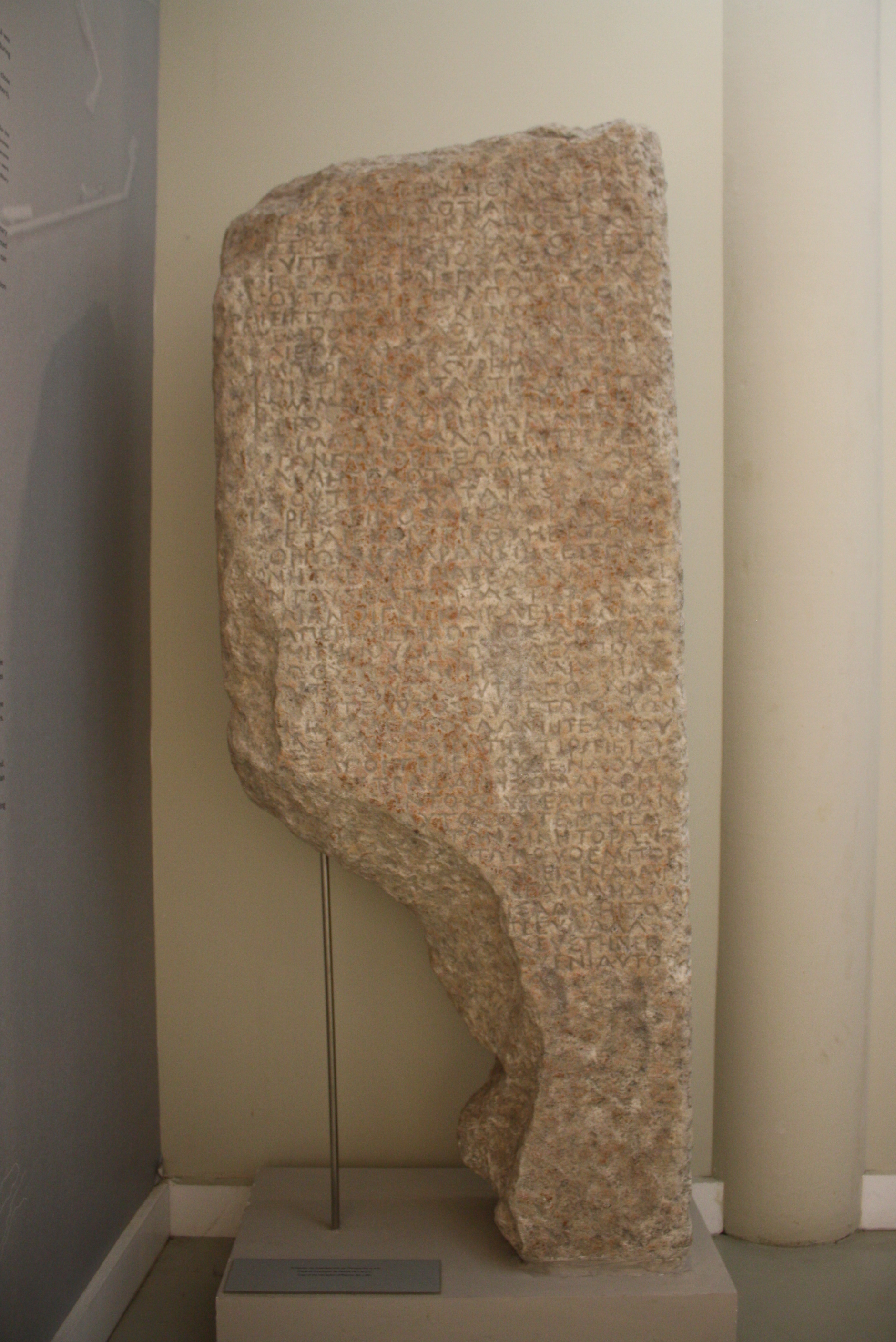
Inschrift aus Pistiros zu den Rechten und Pflichten der Händler aus Thasos, Maroneia und Apollonia, Kopie im Archäologischen Museum Thasos

Pistiros (altgriechisch Πίστιρος) war eine antike griechische Handelsniederlassung im inneren Thrakien im oberen Hebros-Tal, dem heutigen Wetren (Oblast Pasardschik) in Bulgarien, die im mittleren 5. Jahrhundert v. Chr. gegründet wurde.
Die archäologische Erforschung seit 1988 hat unter anderem eine Inschrift zu Tage gefördert, aus deren Text hervorgeht, dass die Bewohner des Emporions aus Maroneia, Thasos, Apollonia und aus dem ägäischen Pistyros stammten. Es kann sich deshalb um eine weitere thasische Kolonie handeln, die die Ausbeutung der Erzvorkommen im dortigen Bereich, den Handel mit Metallen, Tonwaren und Wein sowie den Transport von Handelsgütern zu den griechischen Kolonien an der Ägäisküste und am Schwarzen Meer zum Ziel hatte.
Vermutlich war Pistiros ein Machtstützpunkt der Thasier in Thrakien. Es war allerdings abhängig von wahrscheinlich mehreren Mutterstädten und thrakischen Volksstämmen. So war das Zusammenleben mit dem thrakischen Königtum der Odrysen unter Kotys I. vertraglich festgelegt. Pistiros entwickelte sich in der 2. Hälfte des 5. und vor allem im 4. Jahrhundert zu einer mächtigen, reichen und kulturell griechisch ausgerichteten Handelsstadt.